# Dokka (plaats)
Dokka is een plaats in de Noorse gemeente Nordre Land, provincie Innlandet. Dokka telt 2777 inwoners (2007) en heeft een oppervlakte van 3,23 km².

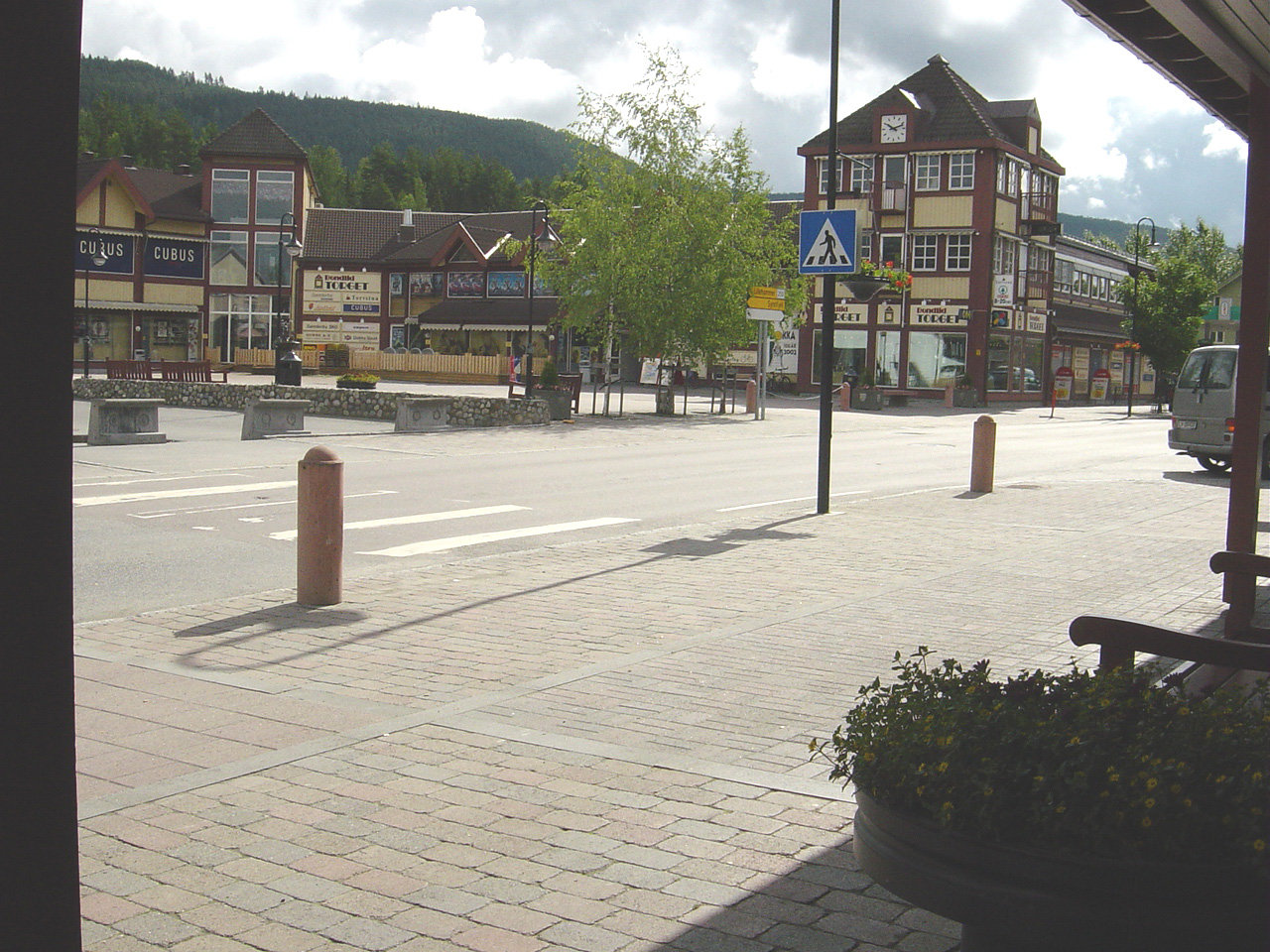
Centrum van Dokka